# Charles Atamian
Charles Garabed Atamian (Armeens: Շառլ Կարապետ Ադամեան) (Istanboel, 18 september 1872 - Parijs, 30 juli 1947) was een Turks kunstschilder en illustrator van Armeense afkomst. Hij schilderde met name portretten, landschappen en zeegezichten. Hij was enkele jaren de officiële kunstschilder voor sultan Abdülhamit II. Daarna woonde en werkte hij in Frankrijk.

## Biografie
Atamian werd geboren in een Armeens gezin in Istanboel en leerde hier vanaf 1880 aan het Franse lyceum 'Saint-Benoît'. Hierna studeerde hij in Venetië, waar hij een onderwijsgraad in tekenen, schilderen en kalligrafie behaalde. In 1892 begon hij een studie aan de Academie voor Schone Kunsten van Venetië en twee jaar later besloot hij terug te gaan naar Constantinopel, waar hij aantrad als de officiële kunstschilder voor sultan Abdülhamit II.
In 1897 besloot hij zich in Parijs te vestigen met een atelier in de Villa des Arts. De rest van zijn leven bleef hij overwegend in Frankrijk wonen en werken. Vanaf 1910 schilderde hij portretten van bekendheden en verder werd hij bekend vanwege zijn landschapschilderkunst. In 1923 ontdekte hij de kust van de Vendée die een belangrijke inspiratie vormde voor zijn werk in de jaren twintig en dertig. Hij beperkte zich hierbij niet alleen tot de lichtweerkaatsingen in het water, maar beeldde ook de stranden uit met spelende kinderen en zonnende moeders. Hij wordt vaak beschreven als de schilder van leven en licht.
Van 1913 tot 1942 exposeerde hij zijn werk in de Salon des Beaux-Arts; hier was hij sinds 1927 ook genoot. Verder exposeerde hij van 1938 tot 1945 in de Salon des Indépendants.
Postuum werd hij in 1992 benoemd tot ereburger van Saint-Gilles-Croix-de-Vie. Zijn kleindochter schonk in 1995 tweeënveertig van zijn schilderijen aan de stad.
- Bibliothèque nationale de France: cb14968560p (data)
- International Standard Name Identifier: 0000 0000 7994 2164
- Library of Congress Control Number: n97855354
- RKD-Nederlands Instituut voor Kunstgeschiedenis: 110600
- Système universitaire de documentation: 113767102
- Union List of Artist Names: 500139080
- Virtual International Authority File: 47034193